# فالبروات
فالبروات (VPA) ومشتقاته (حمض الفالبرويك وفالبروات الصوديوم وفالبروات نصف صوديوم)، هي الأدوية المستخدمة عمومًا لعلاج الصرع والاضطراب ثنائي القطب وللوقاية من الصداع النصفي. يمكن أن تساعد في منع النوبات لدى أولئك الذين يعانون من نوبات صرعية مصحوبة بغيبة أو صرع جزئي أو الصرع المعمم. تعطى هذه الأدوية إما عن طريق الوريد أو الفم، وتتوفر على شكل أقراص طويلة وقصيرة المفعول.
تشمل الآثار الجانبية الشائعة للفالبروات الغثيان والقيء والنعاس وجفاف الفم. يمكن أن تشمل الآثار الجانبية الخطيرة فشل الكبد، لذا يوصى بالمراقبة المنتظمة لاختبارات وظائف الكبد أثناء استعمال الدواء. تشمل المخاطر الخطيرة الأخرى التهاب البنكرياس وزيادة خطر الانتحار. من المعروف أن الفالبروات تسبب تشوهات خطيرة في الأجنة إذا تم تناولها أثناء الحمل، لذا فهي ممنوع للنساء في سن الإنجاب ما لم يكن الدواء ضروريًا لحالتهم الطبية. كان الدواء لا يزال يوصف للنساء الحوامل المحتملات في المملكة المتحدة اعتبارًا من عام 2022، ومع ذلك انخفض الاستخدام بنسبة 51٪ بين عامي 2018-2019 و2020-2021.
آلية عمل فالبروات الدقيقة غير واضحة. تتضمن الآليات المقترحة: التأثير على مستويات حمض الغاما-أمينوبيوتيريك، ومنع قنوات الصوديوم ذات الجهد الكهربائي، وتثبيط هيستون ديستيلازس [الإنجليزية]. حمض الفالبرويك هو حمض دهني متفرع قصير السلسلة (SCFA) مصنوع من حمض الفاليريك.

## موانع الاستعمال
- وجود خلل وظيفي حاد أو مزمن في الكبد أو تاريخ عائلي للإصابة بالتهاب الكبد الحاد (التهاب الكبد) وخاصة الأدوية ذات الصلة.[10]

- فرط التحسس المعروف للفالبروات أو أي من المكونات المستخدمة في المستحضر.[10]
- اضطرابات دورة اليوريا.[10]
- البرفيريا الكبدية.[10]
- تسمم الكبد.[10]
- الأمراض المتقدرية.[10]
- التهاب البنكرياس.
- الحمل (إلا في حالة عدم توفر علاجات أخرى لعلاج الصرع).

## التاريخ
صنع حمض الفالبرويك لأول مرة في عام 1882 بواسطة الكيميائي الأمريكي بيفرلي بيرتون كمشابه بنيوي لحمض البنتانويك الموجود بشكل طبيعي في نبات الناردين المخزني. حمض الفالبرويك هو حمض كربوكسيلي وهو سائل صافٍ في درجة حرارة الغرفة. كان استخدامه الوحيد في المختبرات ولعدة عقود كمذيب "خامل أيضي" للمركبات العضوية. في عام 1962 اكتشف الباحث الفرنسي بيير إيمارد بالصدفة الخصائص المضادة للاختلاج لحمض الفالبرويك أثناء استخدامه كوسيلة لعدد من المركبات الأخرى التي تم فحصها كمضادات للنوبات. وجد إيمارد أن حمض الفالبرويك يمنع التشنجات التي يسببها دواء بنتيلين تترازول في فئران التجارب. تمت الموافقة عليه كعقار مضاد للصرع في عام 1967 في فرنسا وأصبح أكثر الأدوية المضادة للصرع الموصوفة على نطاق واسع في جميع أنحاء العالم. كما استخدم حمض الفالبرويك للوقاية من الصداع النصفي والاضطراب ثنائي القطب.

## الأسماء التجارية
Branded products include:
- 'Absenor' (شركة أوريون فنلندا)
- 'Convulex' (فايزر في Madaus والمملكة المتحدة وبيك في جنوب أفريقيا)
- 'Depakene' (مختبرات أبوت في الولايات المتحدة وكندا)
- 'Depakine' (سانوفي أفنتيس فرنسا)
- 'Depakine' (سانوفي سانتيه رومانيا)
- 'Deprakine' (سانوفي أفنتيس فنلندا)
- 'Encorate' (صن الصيدلة الهند)
- 'Epival' (مختبرات أبوت الولايات المتحدة وكندا)
- 'Epilim' (سانوفي سانتيه أستراليا)
- 'Stavzor' (نوفن شركة أدوية)
- 'Valcote' (مختبرات أبوت الأرجنتين)

Branded products include:
- Depakene (مختبرات أبوت في الولايات المتحدة وكندا)
- Convulex (فايزر في Madaus والمملكة المتحدة وبيك في جنوب أفريقيا)
- Stavzor (نوفن شركة أدوية).)
- Depakine (سانوفي سانتيه أستراليا)
- Epival (مختبرات أبوت الولايات المتحدة وكندا)| سيروتينية    | \| إرغولينات \| - ثنائي هيدروإرغوتامين - ثنائي هيدروأرغوكريبتين - إرغوتامين - ميثيسيرجيد - ميثيل إيرغومترين - ليزوريد \| \| ناهضات 5-HT1 \| - تريبتانات - ألموتريبتان - آفيتريبتان - إليتريبتان - فروفاتريبتان - ناراتريبتان - ريزاتريبتان - سوماتريبتان - زولميتريبتان - دونيتريبتان - ديتانات(ألنيداتان، لاسميديتان) \| \| أخرى \| - ديميتوتيازين - دوتاريزين - إيبرلزوكروم - أوكسيتورون - بيزوتيفين \| |
| أخرى         | - باراسيتامول# - أميدرين |
| إرغولينات    | - ثنائي هيدروإرغوتامين - ثنائي هيدروأرغوكريبتين - إرغوتامين - ميثيسيرجيد - ميثيل إيرغومترين - ليزوريد |
| ناهضات 5-HT1 | - تريبتانات - ألموتريبتان - آفيتريبتان - إليتريبتان - فروفاتريبتان - ناراتريبتان - ريزاتريبتان - سوماتريبتان - زولميتريبتان - دونيتريبتان - ديتانات(ألنيداتان، لاسميديتان) |
| أخرى         | - ديميتوتيازين - دوتاريزين - إيبرلزوكروم - أوكسيتورون - بيزوتيفين |

| إرغولينات    | - ثنائي هيدروإرغوتامين - ثنائي هيدروأرغوكريبتين - إرغوتامين - ميثيسيرجيد - ميثيل إيرغومترين - ليزوريد                                                                      |
| ناهضات 5-HT1 | - تريبتانات - ألموتريبتان - آفيتريبتان - إليتريبتان - فروفاتريبتان - ناراتريبتان - ريزاتريبتان - سوماتريبتان - زولميتريبتان - دونيتريبتان - ديتانات(ألنيداتان، لاسميديتان) |
| أخرى         | - ديميتوتيازين - دوتاريزين - إيبرلزوكروم - أوكسيتورون - بيزوتيفين |

| حاصرات قنوات الكالسيوم                       | - دوتاريزين - لوميريزين - فيراباميل                          |
| كورتيكوستيرويدات                             | - فلوميدروكسون                                               |
| داحضات الودي                                 | - محصر البيتا - بروبرانولول# - تيمولول - كلونيدين            |
| مضاد اكتئاب ثلاثي الحلقات                    | - أميتربتيلين - نورتريبتيلين - إيميبرامين                    |
| مضاد اختلاج                                  | - كاربامازيبين - أوكسكاربازيبين - توبيرامات - حمض الفالبرويك |
| مضاد- CGRP/CGRP-R mAbs                       | - إبتينيزوماب - إرنوماب - فريمانيزوماب - جالكانيزوماب        |
| ضاد مستقبل الببتيد المرتبط بجين الكالسيتونين | - أتوجيبانت - ريمجيبانت                                      |

| - ع - ن - ت فهرس جهاز عصبي مركزي | - ع - ن - ت فهرس جهاز عصبي مركزي |
| -------------------------------- | --- |
| وصف                              | - التشريح - الأغشية السحائية - القشرة المخية - الألياف الترابطية - الياف الصواري - البطينين الجانبيين - العقد العصبية القاعدية - الدماغ البيني - الدماغ المتوسط - الجسر - المخيخ - النخاع - الحبل الشوكي - المنشورات العصبية - علم وظائف الأعضاء - الجهاز الناقل العصبي - ألإنزيمات - الوسيط - التطور |
| أمراض                            | - الشلل الدماغي - التهاب السحايا - الأمراض المزيلة للميالين - النوبات والصرع - الصداع - السكتة الدماغية - النوم - الخلقية - الإصابات - الأورام والسرطان - أخرى - المتلازمات الشللية - ALS - أعراض وعلامات - الرأس والعنق - المسميات - الآفات الاختبارات - - السائل النخاعي                            |
| عــلاج                           | - الإجراءات - الأدوية - التخدير العام - المسكنات - الإدمان - الصرع - cholinergics - الصداع النصفي - الشلل الرعاش - الدوار - الآخرى |